# Module de commande Columbia
Le module de commande Columbia (CM-107) est la partie du vaisseau spatial qui a servi de module de commande lors de la mission Apollo 11, qui a été la première à faire alunir des humains sur la Lune. Columbia est la seule partie du vaisseau spatial de la mission Apollo 11 de 1969 qui est revenu sur Terre,.
Le nom de Columbia a d'abord été suggéré à Michael Collins par Julian Scheer, administrateur adjoint des affaires publiques de la NASA pendant le programme Apollo. Scheer a mentionné le nom, en passant, lors d'une conversation téléphonique, en disant « certains d'entre nous ici ont donné des coups de pied autour de Columbia ». Collins a d'abord pensé que ça faisait « un peu pompeux », mais le nom est finalement resté, car il ne pouvait pas penser à une meilleure option, d'autant plus que ses coéquipiers Buzz Aldrin et Neil Armstrong n'y voyaient aucune objection. Collins l'a aussi accepté pour sa similitude avec Columbiad, le nom du canon spatial du roman de science-fiction de Jules Verne de 1865 De la Terre à la Lune.
Après la mission et une tournée des villes américaines, Columbia a été donné à la Smithsonian Institution en 1971. Il a été désigné « Milestone in Flight » (jalon de vol) et exposé bien en vue au National Air and Space Museum de Washington, DC, aux côtés du Wright Flyer de 1903.
En juillet 2016, le Smithsonian a publié une numérisation 3D de Columbia produite par le bureau du programme de numérisation du Smithsonian,. Au cours du processus de numérisation, un certain nombre d'endroits où les astronautes avaient écrit sur les parois de la capsule ont été trouvés. Ceux-ci comprenaient un calendrier et un avertissement concernant les déchets malodorants sur l'un des casiers.
Pour célébrer le  50e anniversaire de l'atterrissage d'Apollo 11, le vaisseau spatial a parcouru le pays lors d'une tournée dans les musées de Houston, Saint-Louis, Pittsburgh, Seattle et Cincinnati.
En 2022, Columbia a été retiré de l'exposition dans le cadre de la rénovation du National Air and Space Museum. Lors de la réouverture à l'automne 2022, il est une pièce maîtresse de la nouvelle exposition Destination Moon.